# 大型投资机构
大型投资机构（Bulge Bracket）是指那些全球最大、盈利最高的跨国投资银行， 其客户通常为大公司、机构及政府。它们提供银行融资的咨询和服务，以及销售、做市商，和对包括股票、信贷、利率、有价物及其衍生品的金融服务研究。他们还大量参与新金融产品的发明，例如：20世纪80年代的抵押贷款证券，20世纪90年代的信用违约交换，以及今天的排污交易和相关保险业务。大型投资机构是美国国库券的主要交易商。大型投资机构的影响力也是全球的，尤其是在三个区域：美洲地区、欧洲、中东及非洲地区、亚太地区。
大型投资机构的名字由来与招股书封面各大投资机构的字体大小有关，有些较大型的投资银行的字体会较大，故而有了大型投资机构一说。由于大型投资机构的入选资格没有标准性，同时成员资格意味着声望且各投行的金融权力大小又是实时变化的，故而其组成名单具有争议性。比较常提到的名单有：路透社联盟表、 彭博社20大投行（Bloomberg 20）， 或其他标准。

## 成员

### 次贷危机前
2007年之前，华尔街的大型投资机构按照其英文名的首字母排序有：贝尔斯登、花旗集团、瑞士信贷银行、德意志银行、雷曼兄弟、高盛、摩根大通、美林证券、摩根士丹利和瑞银集团。
由于2008年的次贷危机，雷曼兄弟申请破产，其核心资产美国投资银行部分被巴克莱银行收购；贝尔斯登破产，并以每股2美元的价格卖给了摩根大通； 美林证券被美国银行收购。此后，巴克莱银行和美银美林集团获得了大型投资机构的地位。

### 现为大型机构的银行
- 美银美林集团
- 花旗集团
- 高盛
- 摩根大通
- 摩根士丹利
- 瑞银集团
- 瑞士信贷银行
- 德意志银行
- 巴克莱银行

### 曾为大型机构的银行
- 贝尔斯登，2008年3月被摩根大通收购。
- 狄龙瑞德公司（英语：Dillon, Read & Co.），1997年被瑞士银行公司（后改名瑞银集团）收购。
- 波士顿第一银行（英语：First Boston），1988年被瑞士信贷收购并改名为瑞士信贷第一波士顿银行，最后更名为瑞士信贷银行。
- 库恩罗卜公司（英语：Kuhn, Loeb & Co.），1977年与雷曼兄弟公司合并，改组成雷曼兄弟库恩罗卜集团。
- 雷曼兄弟公司，2008年9月宣布破产。其亚洲和欧洲业务被野村证券收购，北美业务被巴克莱银行收购。
- 美林证券，2008年9月被美国银行收购。
- 英国的摩根建富（英语：Morgan, Grenfell & Co.），1990年被德意志银行收购，1999年改名为德意志摩根建富。
- 所罗门兄弟，1998年被旅行家集团（隶属花旗集团）收购。

## 历史
墓碑（财经俚语，特指“新上市股票[证券]发行公告”）位置故事和术语的来历来自于罗恩·切尔诺所著的《摩根之家》（The House of Morgan）的“墓碑”章节。
墓碑上的位置对于华尔街的公司来说是一件生死攸关的事情。用较大的字体书写或排名靠前的公司通常拥有较多的股票分配权，而后面的公司则拼死往前爬。墓碑上公司名排序通常采用首字母排序。在1976年的大字母表战争中，哈尔西斯图亚特公司为了提升自己在墓碑上的排序，将自己父母的名字“巴赫”（Bache）引入其公司名中。
根据切尔诺的描写，“从20世纪60年代到70年代，（墓碑）顶层被称之为‘大型投资机构’（Bulge Bracket），摩根士丹利、波士顿第一银行、库恩罗卜公司、狄龙瑞德公司都名列其中”。而由于摩根士丹利的名字经常处于其他大型投资机构名字之上，因此被要求和接受这个辛迪加的经理职位。
后来，摩根士丹利“惊讶地发现高盛与所罗门兄弟的兴起，他们利用他们的投资技巧而淘汰了另外四个大型投资机构的主要公司”。在1975年，为了更加真实地反映经济现实，摩根士丹利“从大型投资机构名单中踢掉了已经褪色的库恩罗卜公司和狄龙瑞德公司，而吸收了美林证券、所罗门兄弟和高盛，但它同时依旧严格坚持了自己身为该辛迪加经理的地位政策”。但是，“到了20世纪70年代末，这个政策被认为是镀金时代的最大错误。”